# Wolf von Both
Wolf Rudolph Hans Emanuel von Both (* 20. Juni 1901 in Kassel; † 6. Februar 1976 in Willingshausen) war ein deutscher Bibliothekar.

## Leben
Boths Vater war der Generalmajor Friedrich Wilhelm Ludwig von Both (1871–1945), seine Mutter war Wilhelmine Mathilde Kathinka Erna, geb. Freiin Wolff von Gudenberg (* 16. Januar 1879 in Hessisch-Oldendorf). Wolf von Both studierte Deutsche Philologie, Geschichte und Kunstgeschichte in Breslau, Rostock und München. 1926 legte er sein Staatsexamen ab und wurde in Breslau promoviert. Seine Bibliothekslaufbahn begann er 1927 als Volontär an der Staats- und Universitätsbibliothek in Breslau, im gleichen Jahr wechselte er an die Preußische Staatsbibliothek Berlin, wo er 1928 die Fachprüfung ablegte und außerplanmäßiger Bibliothekar wurde. 1932 wurde er planmäßiger Bibliothekar, 1935 Bibliotheksrat. 1940 wurde er zur Dienstleistung im besetzten Gebiet als Kriegsverwaltungsrat abkommandiert, 1942 stieg er zum Oberregierungsrat beim Amt des Reichsprotektors als Sachbearbeiter für Kunst- und Volksbildung auf. Im selben Jahr wurde er Sektionsleiter für Wissenschaft und Volksbildung im Ministerium für Schulwesen in Prag.
Ab 1948 arbeitete Both wieder im Bibliothekswesen, zunächst als Bibliotheksrat in der Landesbibliothek Kassel, schon ein Jahr später dann als kommissarischer Leiter und noch im selben Jahr als Direktor. 1957 ging von Both dann als stellvertretender Direktor an die Landes- und Hochschulbibliothek nach Darmstadt, 1960 wechselte er an die Universitätsbibliothek Marburg, wo er 1966 pensioniert wurde.

## Veröffentlichungen (Auswahl)
- Luther und die Fabel. Hochschulverlag, Breslau 1927 (Breslau, Univ., Diss., 1927).
- Aus dem Leben des Landgrafen Wilhelm VIII. von Hessen-Kassel (1682–1760). In: Hessisches Jahrbuch für Landesgeschichte, Bd. 13 (1963), S. 211–222.
- Landgraf Wilhelm VIII. von Hessen-Kassel: ein Fürst der Rokokozeit. Deutscher Kunstverlag, München 1964 (Veröffentlichungen der Historischen Kommission für Hessen und Waldeck; 27,1).
- Landgraf Friedrich II. von Hessen-Kassel: ein Fürst der Zopfzeit. Deutscher Kunstverlag, München 1973 (Veröffentlichungen der Historischen Kommission für Hessen; 27,2), ISBN 3-422-00660-5.